# World Golf Village
World Golf Village est une census-designated place du comté de Saint Johns, dans l'État de Floride, aux États-Unis,. En 2020, elle compte une population de 22 117 habitants.